# 로보캅 2
《로보캅 2》(영어: RoboCop 2)은 1990년 개봉한 미국의 SF 액션 영화이다. 《로보캅》 시리즈의 두 번째 영화로 1987년 《로보캅》의 속편이다.

## 줄거리
머지 않은 미래, 부패도시 디트로이트 시 당국은 거대기업 OCP로부터의 빚에 허덕이고 있다. OCP는 도시를 빼앗아 자신들의 이권에 맞게 개조할 계획을 꾸미고 있었고, 우선 로보캅 프로젝트를 통해 도시의 치안을 장악하려 들었다. 그러나 유일하게 성공한 로보캅인 알렉스 머피는 자신이 로봇이 아닌 인간임을 자각하고 있어 회사의 뜻대로 움직이지 않았다. 이에 OCP는 간부 팩스 박사의 주도로 새로운 로보캅을 개발하려 한다.
로보캅 머피는 파트너인 루이스 경관과 함께 도시에 만연한 신종 마약 '뉴크'의 공급원을 처단하는 작전에 착수한다. 로보캅은 마약조직과 내통한 부패경관 더피를 추궁해 조직의 본거지를 알아내고, 곧바로 침투한다. 그러나 조직의 리더 케인에게 붙잡혀서 온몸이 분해되는 굴욕을 당하게 된다. 로보캅을 수리할 때 OCP의 팩스 박사가 개입하여 로보캅은 부패도시의 경찰관으로서는 어울리지 않는 평화적인 성격으로 개조당한다. 파업중인 동료들의 도움을 받고서야 로보캅은 원래대로 돌아올 수 있었다. 재기한 로보캅은 이번에는 대규모의 증원을 이끌고 가 마약 조직을 일망타진하고 달아나던 케인을 체포하는 데 성공한다.
팩스 박사는 머피처럼 신실하고 안정된 인물이 아닌 불안정한 범죄자를 이용한 새로운 로보캅을 탄생시키기로 하고, 케인을 눈독에 들인다. 그리고 치료 중이던 케인을 억지로 안락사시켜 로보캅 2로 개조해낸다. 팩스는 케인을 뉴크로 회유하여 움직이게 만든다. 그 무렵, 케인의 부하였던 호브와 앤지는 뉴크를 이용해 시 당국과 거래를 진행하려 한다. 케인이 이를 습격해, 간신히 도망친 시장을 제외한 모두를 학살한다. 로보캅이 뒤늦게 현장에 도착하고, 죽기 직전의 호브에게서 케인에 대한 사실을 전해 듣는다.
OCP의 회장은 자신들의 신도시 계획과 로보캅 2를 소개하는 프레젠테이션을 진행한다. 그러나 뉴크를 보고 눈이 돌아간 케인은 통제 불가능의 상태에 놓여 회장은 아수라장이 된다. 로보캅이 나타나 케인과 전투를 벌인다. 케인은 건물에서 추락하고, 루이스의 차에 받혀도 계속해서 기동한다. 로보캅은 케인을 속박하고 취약한 연결부를 공격하여 케인의 신체를 부수고, 중추인 뇌까지 완전히 파괴한다. 사건을 목격한 OCP는 여론 악화를 우려하여 모든 책임을 팩스 박사에게 씌워 토사구팽하기로 결정한다. 이에 루이스가 불평하자, 로보캅은 '우리는 인간일 뿐'이라며 어쩔 수 없다고 답한다.

## 출연진
- 피터 웰러 - 알렉스 머피 / 로보캅
- 낸시 앨런 - 앤 루이스
- 벨린다 바우어 - 줄리엣 팩스 박사
- 댄 오헐리 - OCP 회장
- 펠턴 페리 - 도널드 존슨
- 톰 누넌 - 케인
- 윌러드 E. 퓨 - 마빈 큐잭 시장
- 게이브리얼 데이먼 - 호브
- 게일린 조지 - 앤지
- 스티븐 리 - 더피 경관
- 로버트 도퀴 - 워런 리드 서장
- 켄 러너 - 톰 딜레이니
- 제프 매카시 - 홀츠갱
- 존 둘리틀 - 솅크
- 앤지 볼링 - 엘런 머피
- 브랜던 스미스 - 플린트
- 토머스 로살레스 주니어 - 쳇
- 지 마 - 탁 아키타
- 완다 데헤수스 - 에스테베스
- 조지 청 - 질렛
- 필 루빈스타인 - 풀로스
- 마이클 메데이로스 - 캐초
- 로저 에런 브라운 - 휘터커
- 마크 롤스턴 - 스테프
- 마리오 마치도 - 케이시 웡
- 리자 기번스 - 제스 퍼킨스
- 존 글러버 - 마그나볼트 판매원 남자
- 파비아나 우데니오 - 선블록 광고 여자
- 퍼트리샤 샤보노 - 린다 가르시아
- 프랭크 밀러 - 프랭크

## 한국판 성우진

### MBC (1996년 9월 25일)
- 박상일 - 로보캅(피터 웰러)
- 성유진 - 루이스(낸시 앨런)
- 이종오 - 케인(톰 누넌)
- 최성우 - 팍스(벨린다 바우어)
- 이선주 - 호브(가브리엘 데이먼)
- 권혁수 - 존스(로니 콕스)
- 김태훈 - 사장(댄 오헐리)
- 안지환 - 홀츠강(제프 매카티)

### SBS (1998년 6월 19일)
- 설영범 - 로보캅(피터 웰러)
- 김정애 - 앤 루이스(낸시 앨런)
- 서혜정 - 줄리엣 팍스 박사(벨린다 바우어)
- 김태연 - OCP 회장(댄 오헐리)
- 김정호 - 케인(톰 누넌)
- 유지영 - 호브(가브리엘 데이먼) / 에스테베즈 경관(완다 드 제우스)
- 기경옥 - 앤지(게일린 조지)
- 송연희 - 제시 퍼킨스(리자 기븐스)
- 이종오 - 경찰(스티븐 리)
- 유제상 - 쿠삭 시장의 변호사(필 루벤스테인)
- 이호인 - 홀츠갱(제프 맥카시) / 경찰(마크 롤스턴)
- 이우신 - 존슨(펠턴 페리)
- 최병상 - 쿠삭 시장(윌러드 E. 퓨)
- 김영훈 - 솅크(존 둘리틀)
- 김정주 - 린다 가르시아 박사(패트리샤 샤보니르)
- 김영진 - 워렌 리드 경사(로버트 도퀴)
- 변종필 - 프랭크(프랭크 밀러)